# Antverpský přístav

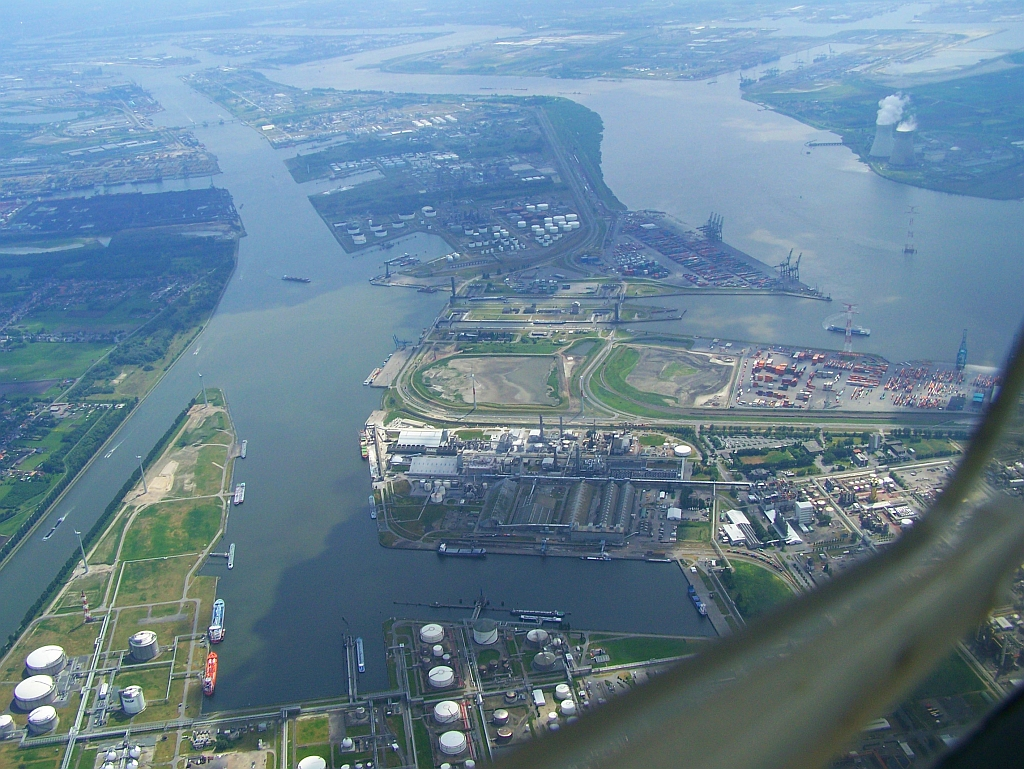
Letecký pohled na část antverpského přístavu

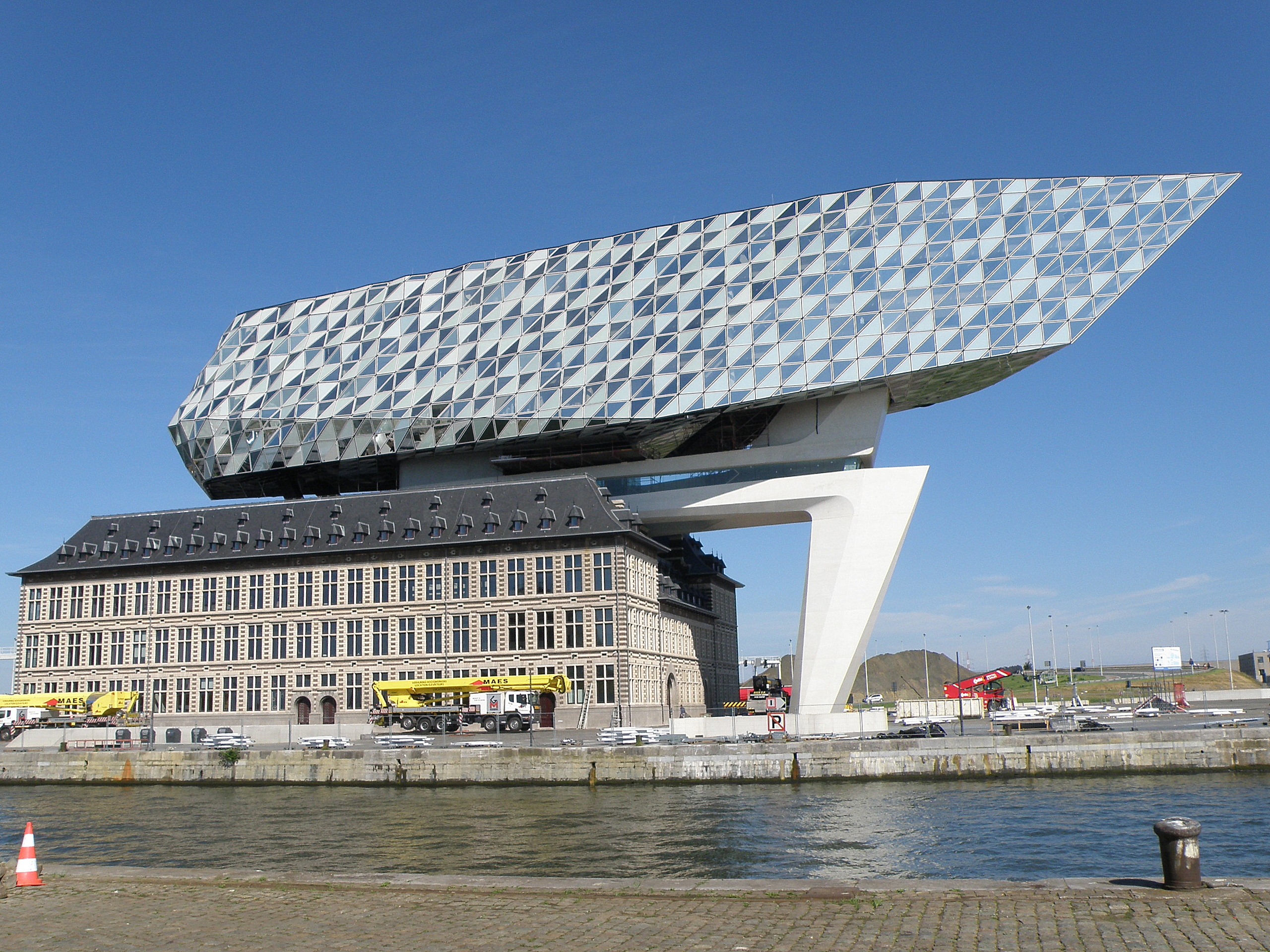
Hlavní sídlo přístavní správy v Antverpách

Antverpský přístav nacházející se severozápadně od centra belgických Antverp je měřeno hmotností nákladu největším z belgických přístavů, po rotterdamském přístavu druhým největším v celé Evropě a v rámci světa v druhé desítce. V roce 2022 se antverpský přístav spojil s přístavem Bruggy do jedné entity - Port of Antwerp-Bruges.

## Poloha
Antverpský přístav leží v estuáru Šeldy, který je pro lodě nad sto tisíc tun splavný přes 80 kilometrů do vnitrozemí, což zkracuje vzdálenost, po které musí zboží následně cestovat dál do vnitrozemí po železnici nebo silnicích. Kromě toho je výhodně položený v centru takzvaného modrého banánu a pět hlavních měst je od něj vzdáleno méně než 250 km.

## Provoz
V roce 2015 prošlo přístavem 208,4 miliónů tun a 9,6 miliónu kontejnerů.